# Крупчатка (село)
Крупчатка (укр. Крупчатка) — село на Украине, основано в 1618 году, находится в Лугинском районе Житомирской области на реке Жерев.
Код КОАТУУ — 1822855102. Население по переписи 2001 года составляет 56 человек. Почтовый индекс — 11303. Телефонный код — 4161. Занимает площадь 0,2 км².

## Адрес местного совета
11301, Житомирская область, Лугинский р-н, пгт. Лугины, ул. К. Маркса, 2а